# Не такий як усі
«Не такий як усі» (нім. Anders als die Andern) — німецька драма 1919 року, знята режисером Ріхардом Освальдом у співавторстві з доктором Магнусом Гіршфельдом. Розглядається як перший у світі фільм про гомосексуальність.

## Сюжет
Фільм розпочинається з того, що відомий скрипаль Пауль Кьорнер (Конрад Фейдт) читає уранці некрологи в газетах, які розповідають про нез'ясовні самогубства. Проте Пауль знає, що усі ці люди такі ж як і він — гомосексуали, вони наклали на себе руки через загрози бути засудженими за 175 параграфом.
Після цього у будинку Пауля з'являється молодик Курт Зіверс (Фріц Шульц), який хоче стати учнем знаменитого виконавця. Курт симпатичний Паулю, і він приймає його прохання. Поступово вони стають друзями. Під час однієї з прогулянок містом Пауля впізнає його давній коханець Франц Боллек (Рейнхольд Шунцель). Того ж дня він приходить до Пауля і починає його шантажувати, погрожуючи написати на них із Зіверсом донос. Злякавшись, Пауль спочатку погоджується і платить Францу гроші, але коли згодом здирництво стає зухвалішим, відмовляється. Франц проникає до будинку Пауля і краде цінні речі, за цим зайняттям його застають Пауль і Зіверс, що повернулися з прогулянки. Зіверс вплутується у бійку, під час якої Франц звинувачує Зіверса в тому, що той, — коханець Пауля. Зіверс, як гетеросексуал, глибоко шокований. Він нестримно втікає з будинку Пауля, а потім від'їжджає з міста.
Абсолютно пригнічений Пауль Кьорнер залишається сам у будинку і думає про прожиті роки. Він згадує про випадок у школі-інтернаті, коли учитель застав його і його друга Макса за поцілунком, про подальший скандал і виключення. Згадує про те, як було самотньо в студентські роки. Про те, як він намагався вилікуватися, звертався до психотерапевта-шарлатана, що лікував його гіпнозом, але незабаром зрозумів, що ніщо не допомагає. Доля звела його з доктором Магнусом Гіршфельдом, погляди якого істотно відрізнялися від думки, що існували у той час про гомосексуальність, як про хворобу. Доктор переконав Пауля жити у злагоді з собою. Він згадує своє знайомство з Францем Боллеком (Рейнольд Шунцель) у гей-кав'ярню.

Кадр з фільму

Франц втілює в життя свою погрозу і пише донос. Відбувся суд, на якому виступають відомі люди на захист Пауля і проти 175 параграфа. Суд визнає і Пауля, і Франца винними. Франца — у здирництві з терміном позбавлення волі 3 роки, Пауля — за гомосексуальність, з символічним покаранням в один тиждень домашнього арешту. Проте судовий процес перетворюється на громадський скандал. Пауля починають цуратися друзі та знайомі, йому відмовляють у виступах, навіть його батьки говорять йому що в нього лише один гідний вихід. Пауль здійснює самогубство.
Повернувшись, Зіверс дізнається про смерть друга. Він винить себе у цьому і хоче вбити себе, проте Магнус Гіршфельд зупиняє його:
Ви повинні продовжувати жити, жити, щоб скасувати забобони, через які ця людина стала однією з незліченної низки жертв. Ви повинні відновити честь цієї людини і відновити справедливість для нього, й усіх тих, хто був до нього, й усіх тих, хто буде за ним. Правосуддя через знання!— Магнус Гіршфельд, «Не такий як усі», 1919

## У ролях
- Конрад Фейдт — Пауль Кьорнер
- Лео Коннард — батько Пауля Кьорнера
- Ільзе фон Тассе-Лінд — сестра Пауля Кьорнера
- Фріц Шульц[en] — Курт Зіверс
- Аніта Бербер — Ельза
- Райнхольд Шунцель[en] — Франц Боллек
- Хельга Моландер[en] — пані Гелборн
- Магнус Гіршфельд — Арзт, лікар

## Інша інформація
- В радянському прокаті фільм демонструвався під назвою «Закони кохання» (рос. «Законы любви»)[1].
- Фільм був частково знищений нацистами в 1933 році, проте декілька його фрагментів було виявлено в 1990-х роках в трофейному архіві в Росії і відновлені. Ряд сцен відома тільки з рукопису сценарію[2].
- У 1961 році у Великій Британії був знятий рімейк «Жертва»[2] з Дірком Богардом в головній ролі.